# Wavelength (Van Morrison)
Wavelength è il decimo album discografico in studio del cantautore britannico Van Morrison, pubblicato nel 1978.

## Il disco
Il disco si caratterizza di un suono diverso rispetto alle precedenti produzioni di Van Morrison: più vicine al pop rock e meno al folk rock.  
Al disco, che è stato registrato in larga parte in Inghilterra, hanno partecipato diversi musicisti e produttori come Mick Glossop, Bobby Tench e Peter Bardens.
Il singolo Wavelength, "title track" dell'album, è stato diffuso nel settembre 1978.
Nel gennaio 2008 è stata pubblicata un'edizione rimasterizzata del disco con due tracce bonus registrate dal vivo e tratte da un concerto nel 1978.

## Tracce
Tutte le tracce sono di Van Morrison tranne dove indicato.
Side 1
1. Kingdom Hall - 5:59
2. Checkin' It Out - 3:29
3. Natalia - 4:04
4. Venice U.S.A. - 6:32
5. Lifetimes - 4:15

Side 2
1. Wavelength - 5:44
2. Santa Fe/Beautiful Obsession (Jackie De Shannon/Morrison) - 7:04
3. Hungry for Your Love - 3:45
4. Take It Where You Find It - 8:40

Tracce bonus edizione 2008
1. Wavelength (live) - 6:07
2. Kingdom Hall (live) - 6:05

## Formazione
- Van Morrison - voce, chitarra acustica, piano, sax, cori
- Peter Bardens - tastiere, sintetizzatore
- Bobby Tench - chitarra elettrica, cori
- Herbie Armstrong - chitarra, cori
- Mickey Feat - basso
- Peter Van Hooke - batteria
- Garth Hudson - organo, sintetizzatore, fisarmonica
- Ginger Blake - cori
- Laura Creamer - cori
- Linda Dillard - cori
- Mitch Dalton - chitarra spagnola
- Kuma - basso
- Katie Kissoon - cori (ed. 2008)
- Anna Peacock - cori (ed. 2008)